# Victor Sonnemans
Victor Sonnemans (* 25. Oktober 1874; † 3. Oktober 1962) war ein belgischer Wasserballer.
Er spielte beim Brüsseler Schwimm- und Wasserballverein, welcher zum Vertreter Belgiens bei den Olympischen Sommerspielen 1900 gewählt wurde. Im olympischen Turnier schaffte es das Team bis in das Finale, in dem sie mit 2:7 gegen den Osborne Swimming Club verloren, welcher Großbritannien repräsentierte, und damit die Silbermedaille gewannen.